# 龍潭烏樹林翁宅祖堂六桂傳香
24°53′03″N 121°13′12″E / 24.884178°N 121.219916°E
龍潭烏樹林翁宅祖堂六桂傳香，是位於臺灣桃園市龍潭區烏樹林里的翁姓祠堂，列桃園市歷史建築。

## 建築
龍潭烏樹林翁宅祖堂六桂傳香為一進四護式三合院，正門上的「六桂傳香」牌匾說明來台祖有六大房後裔，神龕上方有「鱉首傳芳」匾，希冀翁家子孫效仿祖先，成為後世典範。建立由來是道光年間翁元乾來此墾拓，擁有大批田產，成為今日的龍潭烏樹林翁家，遂從1803年興建此祠堂。過年除夕時，分居於各地子孫會來此祭祖。
建物為傳統民居，單院落四護室。正廳前面有單開間步口、燕尾屋脊，立面有斗子砌磚牆。使用柱樑、疊斗式構出屋架，硬山擱檁則由承重牆構成。簷廊和出簷有垂樑、雀替、瓜筒等裝飾，屋面有交趾陶、泥塑、格窗等配飾。1919年整修時，門廊牆飾正身保留當時整修樣貌，彩繪、神龕、鑿花等皆雕琢鮮艷。1949年，重修右護龍。
在出身此地的翁瑞日、翁廷鳳、翁瑞珍、翁新統這四任龍潭鄉長維護下，祠堂建物保存完整，成地方上指標性歷史建築物。龍潭地方的選舉，只要此家族子孫有意角逐，再獲得獲翁家六大房長老支持，幾乎無往不利。
2001年，納莉颱風，建物淹至約一公尺，左護龍因泥磚禁不住浸泡，嚴重倒坍，引起縣政府文化局單位關切。2003年，縣府委託中原大學進行歷史建築調查。3月25日，副縣長黃敏恭在前代縣長廖本洋、文化局文化資產課楊和穎等人陪同下來此勘查。是年夏，審查委員會決定將地址為烏樹林村十二鄰24號此祖堂，列為歷史建築。